# Tramwaje w Spiez
Tramwaje w Spiez – zlikwidowany system komunikacji tramwajowej w szwajcarskim mieście Spiez.

## Historia
Linię tramwajową w Spiez o długości 1,2 km otwarto 2 sierpnia 1905. Linia połączyła dworzec kolejowy z portem nad jeziorem Thun. Linię tramwajową zamknięto 25 września 1960. Zajezdnia tramwajowa mieściła się w połowie trasy.

## Linia
Linia tramwajowa w całości przebiegała przez Seestrasse:
- Bahnhof Spiez – Thunersee (port)

## Tabor
Do obsługi linii posiadano 2 wagony silnikowe z 1905 oraz jeden z 1907. Wagon doczepny pochodził z 1906. Dodatkowo posiadano 1 wagon towarowy z 1907.
Dane techniczne taboru:
| Typ    | Rok produkcji | Liczba egzemplarzy/numery | Długość | Waga   | Uwagi            |
| ------ | ------------- | ------------------------- | ------- | ------ | ---------------- |
| Ce 2/2 | 1905          | 2/1, 2                    | 8,3 m   | 9 ton  | wagony silnikowe |
| Ce 4/4 | 1907          | 1/3                       | 11,8 m  | 18 ton | wagon silnikowy  |
| C2     | 1907          | 1/11                      | 7,3 m   | 4 tony | wagon doczepny   |
| F2     | 1906          | 1/20                      | 3,3 m   | 1 tona | wagon towarowy   |